# Premier Division de la Liga de Irlanda 2022
La Premier Division de la Liga de Irlanda 2022 es la 102.ª temporada de la Premier Division. La temporada comenzará en marzo de 2022 y finalizará en noviembre del mismo año. El campeón defensor del título es el Shamrock Rovers.

## Sistema de competición
Los 10 equipos participantes jugarán entre sí todos contra todos cuatro veces totalizando 36 partidos cada uno. Al término de la jornada 36, el primer clasificado será el campeón y obtendrá un cupo para la primera ronda de la Liga de Campeones 2023-24, mientras que el segundo y tercer clasificado obtendrán un cupo para la primera ronda de la  Liga Europa Conferencia 2023-24. Por otro lado, el último clasificado descenderá a la Primera División 2023, mientras que el penúltimo clasificado jugará el Play-off de relegación contra el ganador de la primera ronda de play-offs de la Primera División 2022, para determinar cual de los equipos jugará en la Premier Division 2023.
Un tercer cupo para la primera ronda de la Liga Europa Conferencia 2023-24 será asignado al campeón de la Copa de Irlanda.

## Ascensos y descensos
| Pos. | de la Premier División 2021 |
| ---- | --------------------------- |
| 9.º  | Wateford                    |
| 10.º | Longford Town               |

| Pos. | de la Primera División de Irlanda 2021 |
| ---- | -------------------------------------- |
| 1.º  | Shelbourne                             |
| 2.º  | UCD                                    |

## Equipos participantes
| Club                  | Ciudad              | Estadio          | Capacidad |
| --------------------- | ------------------- | ---------------- | --------- |
| Bohemian              | Dublín              | Dalymount Park   | 7000      |
| Derry City            | Derry (I.N.)        | Brandywell       | 7500      |
| Drogheda United       | Drogheda            | United Park      | 2000      |
| Dundalk               | Dundalk             | Oriel Park       | 5500      |
| Finn Harps            | Ballybofey          | Finn Park        | 6000      |
| Shamrock Rovers       | Dublín              | Tallaght Stadium | 8600      |
| Shelbourne            | Dublín (Drumcondra) | Tolka Park       | 3600      |
| Sligo Rovers          | Sligo               | The Showgrounds  | 5500      |
| St Patrick's Athletic | Dublín              | Richmond Park    | 5340      |
| UCD                   | Dublín (Belfield)   | UCD Bowl         | 3000      |

## Tabla de posiciones
| Pos. | Equipo                | Pts. | PJ | G  | E  | P  | GF | GC | Dif. | Clasificación o descenso                    |
| ---- | --------------------- | ---- | -- | -- | -- | -- | -- | -- | ---- | ------------------------------------------- |
| 1    | Shamrock Rovers (C)   | 79   | 36 | 24 | 7  | 5  | 61 | 22 | +39  | Primera ronda de la Liga de Campeones       |
| 2    | Derry City            | 66   | 36 | 18 | 12 | 6  | 53 | 27 | +26  | Primera ronda de la Liga Europa Conferencia |
| 3    | Dundalk               | 66   | 36 | 18 | 12 | 6  | 53 | 30 | +23  | Primera ronda de la Liga Europa Conferencia |
| 4    | St Patrick's Athletic | 61   | 36 | 18 | 7  | 11 | 57 | 37 | +20  |                                             |
| 5    | Sligo Rovers          | 49   | 36 | 13 | 10 | 13 | 47 | 44 | +3   |                                             |
| 6    | Bohemians             | 46   | 36 | 12 | 10 | 14 | 45 | 46 | −1   |                                             |
| 7    | Shelbourne            | 41   | 36 | 10 | 11 | 15 | 40 | 49 | −9   |                                             |
| 8    | Drogheda United       | 38   | 36 | 9  | 11 | 16 | 34 | 58 | −24  |                                             |
| 9    | UCD                   | 26   | 36 | 6  | 8  | 22 | 28 | 67 | −39  | Promoción por la permanencia                |
| 10   | Finn Harps (D)        | 20   | 36 | 4  | 8  | 24 | 33 | 71 | −38  | Descenso a FAI First Division 2023          |

 Fuente: SSE Airtricity League
Criterios de clasificación: 1) Puntos; 2) Gol diferencia; 3) Goles anotados.

## Promoción por la permanencia
Será jugado entre el, penúltimo de la liga contra el ganador del partido previo de la Primera División 2022.
| Equipo 1    | Agr. | Equipo 2    | Ida | Vuelta |
| ----------- | ---- | ----------- | --- | ------ |
| Por definir |      | Por definir |     |        |